# Der Boß von San Francisco
Der Boß von San Francisco ist ein Hongkong-Actionfilm aus dem Jahre 1973, mit Chuck Norris in der Hauptrolle.

## Handlung
Der in San Francisco tätige Polizist Wong Dong hilft seinem Partner Sumner, der entführt wurde. Es kommt zum Kampf, in dem einer der Entführer getötet wird. Dong wird vom Dienst suspendiert und zu einer Haftstrafe verurteilt. Er lernt im Gefängnis den Gangsterboss Slaughter kennen – Dong lehnt es jedoch ab, für Slaughter zu arbeiten. Nach seiner Entlassung startet Dong einen Rachefeldzug, der ihn über Polizeichef Newman bis hinauf zum Chef der Gangsterorganisation führt. Am Ende wird Slaughter von Dong besiegt.

## Hintergrund
- In der Hauptrolle war eigentlich Bruce Lee vorgesehen, doch die Zusammenarbeit zerschlug sich. Er wurde durch Don Wong ersetzt.[2]
- Die Dreharbeiten fanden in San Francisco statt. Die Auswertung des Films war ursprünglich nur für den asiatischen Raum vorgesehen. Der Film wurde daher auch erst 1981 in die US-amerikanischen Kinos gebracht, 1983 startete er in Deutschland. Die Verleihfirma World Northal hatte u. a. diesen Film aufgekauft und mit einer Synchronisation versehen.[3]
- Chuck Norris ist hier entgegen seinen späteren Filmen in der Rolle des Bösewichts zu sehen. Die war nach Die Todeskralle schlägt wieder zu (1972) sein zweiter Hong-Kong-Film.[4]
- Der Film liegt international in verschiedenen Schnittfassungen vor. So ist die  asiatische Originalfassung gegenüber der Exportfassung rund 17 Minuten länger und weicht an 43 Stellen ab.[5]

## Kritiken
Das Lexikon des internationalen Films schrieb, der Film sei „dank mangelnder Logik im Handlungsablauf, wenig überzeugender Personenzeichnung und ständiger Prügeleien eher nervtötend als unterhaltend“.